# Aextoxicaceae
Aextoxicon punctatum, loài duy nhất của chi Aextoxicon và họ Aextoxicaceae, là cây thân gỗ đơn tính khác gốc, bản địa miền nam Chile. Các lá của nó mọc đối, thiếu lá kèm, che phủ bởi các vảy hình khiên. Mép lá nhẵn. Cụm hoa mọc thành chùm rủ xuống. Cuống lá gần như hình gối ở đỉnh và đáy. Các chồi hoa được che phủ bằng các lá bắc con và khi chúng rụng xuống thì các lá đài gần như dạng vảy cũng rụng xuống. Các thạch bào được tìm thấy trong mọi bộ phận sinh dưỡng. Các thạch bào của phiến lá chiếm khoảng một nửa độ dày phiến lá theo chiều dài.
Tên gọi phổ biến trong tiếng địa phương của nó là olivillo hay aceitunillo. Nó là cây thường xanh đặc hữu của các cánh rừng thuộc rừng mưa ôn đới Valdivia và rừng cận cực Magellan ở miền nam vùng duyên hải Thái Bình Dương của Chile và nó tạo thành tầng tán của các cánh rừng cây lá rộng.
Hệ thống APG năm 1998 và hệ thống APG II năm 2003 để họ Aextoxicaceae không thuộc vào bộ nào và thuộc nhóm cơ sở của thực vật hai lá mầm thật sự phần lõi. Tuy nhiên, trên website của APG thì người ta xếp nó vào bộ Berberidopsidales. Chi này trước đây được đặt trong họ Đại kích (Euphorbiaceae). Họ Aextoxicaceae được đặt trong bộ Euphorbiales (Takhtajan, 1997), cũng như có liên quan với bộ Saxifragales (Qiu và ctv., 1998).

## Hình ảnh

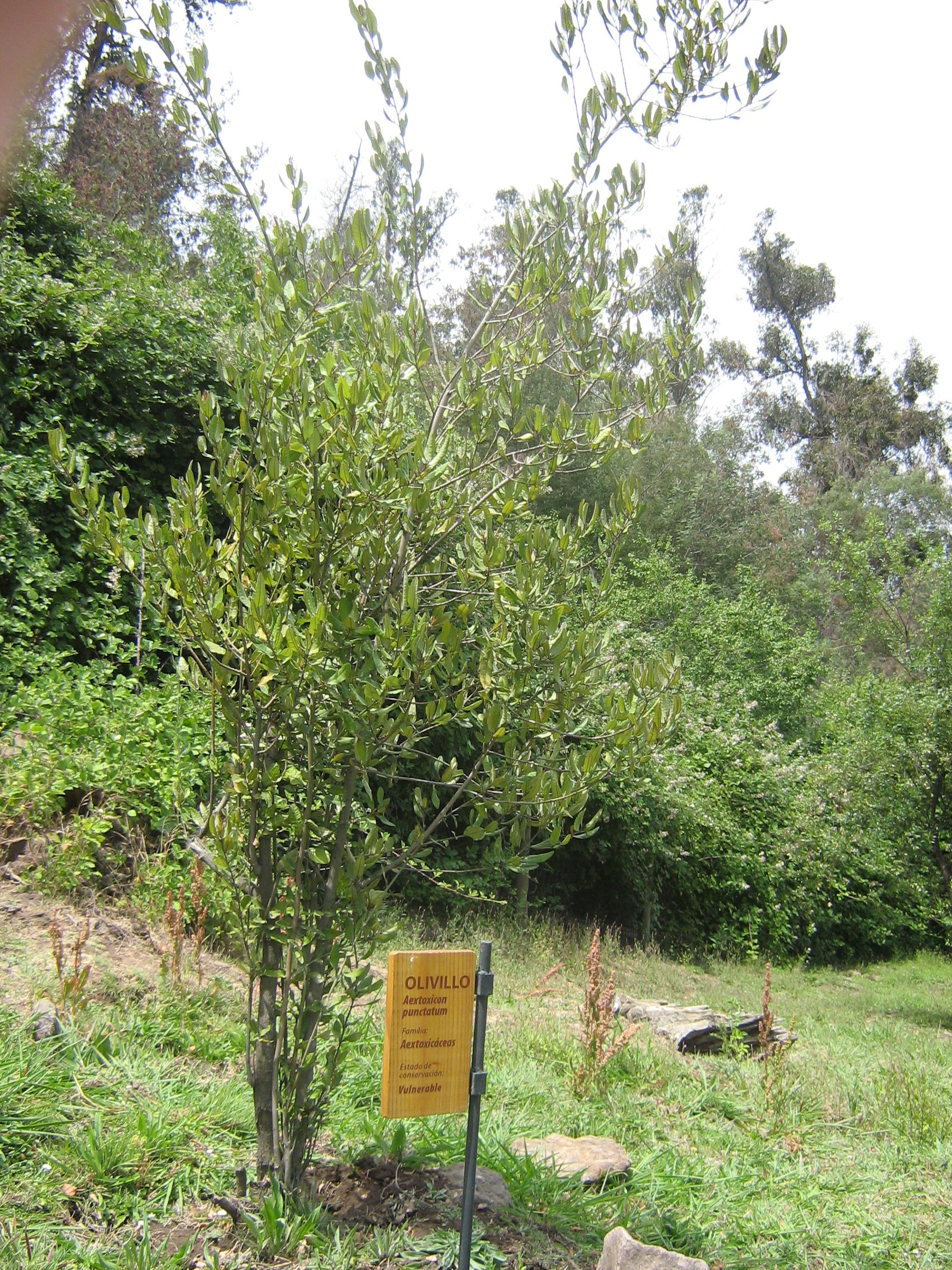
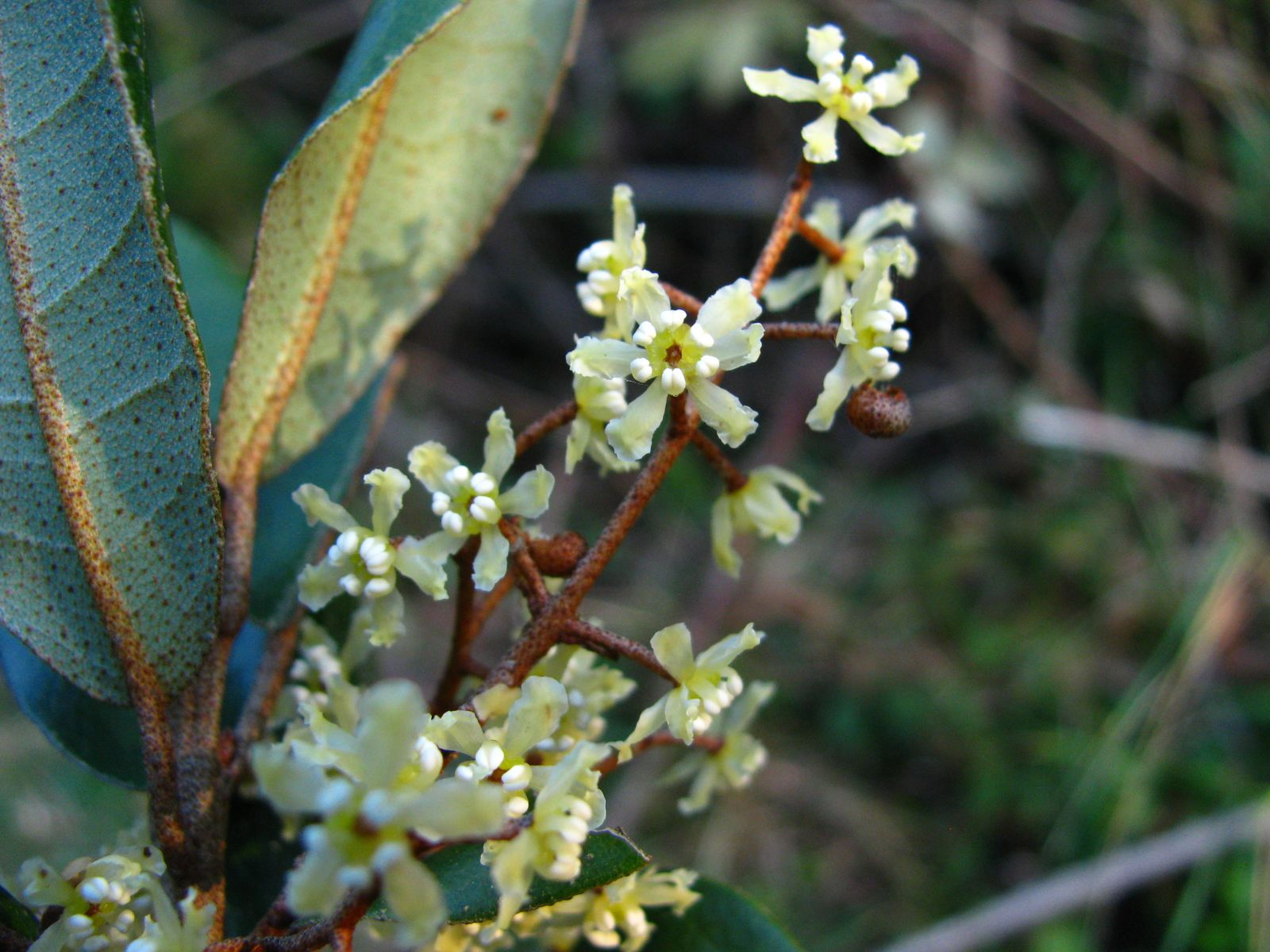
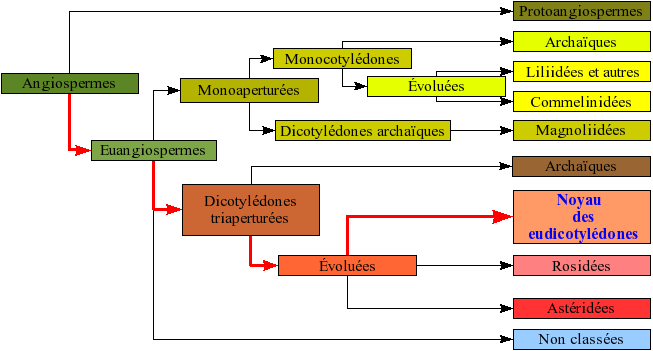